# 組曲《NICONICO動畫》
組曲《NICONICO動畫》最早是指由影片分享網站NICONICO動畫的使用者（Shimo），選取出NICONICO動畫中受到使用者注目、在站內流行的33首歌曲與配樂，重新編成歐陸舞曲風的混合曲，之後便出有一系列相同名稱的系列作品，並在NICONICO動畫有其專屬的標題分類。

## 簡介
組曲《NICONICO動畫》系列第一首是在2007年6月5日上載的影片「送給NICONICO動畫中毒者的一首曲子」（「ニコニコ動画中毒の方へ贈る一曲」），並繼續這項整理工作，續作「組曲《NICONICO動畫》」在2007年6月23日上載至網站。由於將各首樂曲連接得十分巧妙，在同年7、8月間獲得廣大的迴響，有超過1,800,000次的觀賞紀錄、超過3,300,000次的相關意見發表以及超過100,000個用戶將其納入「我的動畫清單」中。
2007年9月9日，原作者再次發表了《NICONICO動畫故事.wav》（「ニコニコ動画物語.wav」）。2008年4月11日，原作者再發表《NICONICO動畫流星群》(「ニコニコ動画流星群」)。2009年6月3日，原作者的新作《七色之NICONICO動畫》（「七色のニコニコ動画」）發表。
- 2007年6月5日：第1作《送給NICONICO動畫中毒者的一首曲子》上載
- 2007年6月23日：第2作《組曲“NICONICO動畫”》上載
- 2007年9月9日：第3作《NICONICO動畫故事.wav》上載（9月18日修正版上載）
- 2008年4月11日：第4作《NICONICO動畫流星群》上載
- 2008年7月5日：《NICONICO動畫流星娘》上載
- 2009年6月3日：第5作《七色之NICONICO動畫》上載
- 2010年3月19日：《七色之NICONICO動畫（mobile rainbow mix）》開始販售
- 2011年4月23日：《組曲“NICONICO動畫”改》上載
- 2012年4月15日：《超組曲“NICONICO動畫”》上載

## 風靡程度
組曲《NICONICO動畫》上載後五日，有另一位使用者將自己唱的《組曲〈NICONICO動畫〉》上傳至網站，讓NICONICO動畫中的「試著唱看看」分類為之沸騰；許多使用者開始上傳各式各樣版本（如演奏版、跳舞版）的組曲《NICONICO動畫》。而原組曲中沒有歌詞的部份，大多使用者便即興將歌詞填入（大多是NICONICO動畫網站中有名的幻聽歌詞）。
除了由單獨用戶自行演唱外，亦有一些用戶上傳由許多人分別歌唱各段落，並加以編輯的版本，形成一龐大的合唱的影片。其他版本中也有由使用者自行以刻录机、Hatewa、古琴、直笛、鋼琴、小提琴、各種鼓，甚至長笛等樂器演奏，或者是由整個樂團共同表演的樂器版本。這也讓NICONICO動畫「組曲」這分類選項並非只單純是指音樂的分類，而是專門於「組曲《NICONICO動畫》」系列中使用。
《NICONICO動畫》組曲也有被以英語、希伯來語、法語、韓語、中文、泰語、馬來語和菲律賓語等語言翻唱。其中最眾所皆知的版本分別有由C_Chat提出的台灣PTT版本和國立中央大學學生的中文版本。特別是台灣PTT版本，為2007年8月2日由C_Chat在其台灣網路論壇批踢踢的版面中提出計劃，以一個星期的時間來整理眾人合唱《NICONICO動畫》組曲，並上傳到NICONICO動畫中。這是第一個《NICONICO動畫》組曲並非由日本NICO使用戶創作的影片，也讓許多用戶認識到日本NICO有許多海外用戶瀏覽。

## 使用歌曲
下面為《NICONICO動畫》組曲系列的使用歌曲列表：

### 送給NICONICO動畫中毒者的一首曲子
| 曲目 | 樂曲名稱                             | 出處 |
| 1    | レッツゴー! 陰陽師                   | 遊戲《新・豪血寺一族 -煩惱解放-》插入歌                                                                    |
| 2    | 魔理沙は大変なものを盗んでいきました | IOSYS同人專輯「東方乙女囃子」，遊戲《東方妖妖夢》背景音樂「」的重新編曲                                    |
| 3    | [ 1 ]                                | 遊戲《洛克人2》背景音樂「Dr.WILY STAGE 1」的重新編曲，在NICONICO上的正式名稱即為此名。（二次創作歌詞「」） |
| 4    |                                      | 動畫《涼宮春日的憂鬱》插入歌                                                                               |
| 5    |                                      | 動畫《幸運☆星》片頭曲                                                                                      |
| 6    | 創聖大天使                           | 動畫《創聖機械天使》片頭曲                                                                                 |
| 7    | ふたりのもじぴったん                 | 遊戲《语言解谜文字拼词》主题曲                                                                             |
| 8    | true my heart                        | 遊戲《Nursery Rhyme》片頭曲                                                                                |
| 9    | kiss my lips                         | 佐倉紗織所唱歌曲                                                                                           |
| 10   | RODEO MACHINE                        | HALFBY作曲而成的音樂錄影帶                                                                                 |
| 11   | 序曲（DRAGON QUEST）                 | 遊戲《勇者鬥惡龍》主題曲（填入的歌詞是日本國歌君之代の前半部）                                             |
| 12   | FINAL FANTASY                        | 遊戲《FINAL FANTASY》主題曲（填入的歌詞是日本國歌君之代後半部）                                            |
| 13   |                                      | 遊戲《ふぃぎゅ@メイト》片頭曲                                                                              |
| 14   |                                      | 音樂劇《網球王子》插入歌                                                                                   |

### 組曲《NICONICO動畫》
| 曲目 | 樂曲名稱                                 | 出處 |
| 1    | エージェント夜を往く                     | 遊戲《偶像大师》插入歌 |
| 2    | ハレ晴レユカイ                           | 動畫《涼宮春日的憂鬱》片尾曲 |
| 3    | 患部で止まってすぐ溶ける～狂気の優曇華院 | IOSYS同人專輯《東方月燈籠》，遊戲《東方永夜抄》背景音樂「」的編曲                                                                                                   |
| 4    | Help me, ERINNNNNN!!                     | COOL&CREATE同人專輯《》，遊戲《東方永夜抄》背景音樂「竹取飛翔 ～ Lunatic Princess」的編曲                                                                           |
| 5    | nowhere                                  | 動畫《异域天使》插入歌 |
| 6    | クリティウスの牙                         | 動畫《遊戲王怪獸之決鬥》162話插入歌 |
| 7    | GONG                                     | 由JAM Project所唱的遊戲《第3次超級機器人大戰α》片頭曲 |
| 8    |                                          | 遊戲《超级马力欧RPG》背景音樂、使用者另外自行填入歌詞） |
| 9    | Butter-Fly                               | 動畫《數碼寶貝大冒險》片頭曲 |
| 10   | 真赤な誓い                               | 動畫《武裝鍊金》片頭曲 |
| 11   | 打不倒的空氣人                           | 《洛克人2》背景音樂的二次創作樂曲 |
| 12   |                                          | 音樂劇《網球王子》插入歌 |
| 13   | アンインストール                         | 動畫《地球防衛少年》片頭曲 |
| 14   | 鳥の詩                                   | 遊戲《AIR》主題曲 |
| 15   | you -Visionen im Spiegel                 | 動畫《暮蟬悲鳴時》第二巻・目明し編主題曲 |
| 16   | 魔理沙は大変なものを盗んでいきました     | IOSYS同人專輯《東方乙女囃子》，遊戲《東方妖妖夢》背景音樂「」的重新編曲                                                                                             |
| 17   | 洛克人2 ワイリーステージ1                | 遊戲《洛克人2》背景音樂「Dr.WILY STAGE 1」的重新編曲，在NICONICO上的正式名稱即為此名。（二次創作歌詞「」）                                                          |
| 18   |                                          | 動畫《涼宮春日的憂鬱》插入歌 |
| 19   | もってけ!セーラーふく                    | 動畫《幸運☆星》片頭曲 |
| 20   |                                          | 遊戲《ふぃぎゅ@謝肉祭》主題曲 |
| 21   | 創聖のアクエリオン                       | 動畫《創聖機械天使》片頭曲 |
| 22   | ふたりのもじぴったん                     | 遊戲《语言解谜文字拼词》主题曲 |
| 23   | つるぺったん                             | 收錄於Silver Forest的同人專輯《東方萃奏樂》，遊戲《東方永夜抄》的背景音樂《竹取飛翔 ～ Lunatic Princess》加上《レッツゴー！陰陽師》、《ふたりのもじぴったん》的編曲 |
| 24   | Here we go!                              | 遊戲《超級馬利歐》背景音樂 |
| 25   | true my heart                            | 遊戲《Nursery Rhyme》片頭曲 |
| 26   | kiss my lips                             | ave;new的佐倉紗織主唱歌曲 |
| 27   | RODEO MACHINE                            | HALFBY作曲而成的音樂錄影帶 |
| 28   | 序曲（DRAGON QUEST）                     | 遊戲《勇者鬥惡龍》主題曲（填入的歌詞是日本國歌君之代前半部） |
| 29   | FINAL FANTASY                            | 遊戲《FINAL FANTASY》主題曲（填入的歌詞是日本國歌君之代後半部） |
| 30   |                                          | 遊戲《》片頭曲 |
| 31   |                                          | 音樂劇《網球王子》插入歌 |
| 32   | レッツゴー! 陰陽師                       | 遊戲《新・豪血寺一族 -煩惱解放-》插入歌 |
| 33   |                                          | 日本古謠。NICONICO動畫在影片被刪除時所替代播放的歌曲 |

另外，本首組曲使用的曲子中有著稱為「彈幕曲」、「（日本ACG界）國歌」和「NICONICO動畫代表曲」的曲子。

### NICONICO動畫故事.wav
| 曲目       | 樂曲名稱                      | 出處 |
| 0          | イントロ                      | 將最後面結尾的《》、《》等四首曲子副歌段結合進來的前奏。                                                      |
| 1          | ENDLESS RAIN                  | J-POP (X JAPAN)                                                                                               |
| 2          | 粉雪                          | 日劇《一公升的眼淚》插入曲                                                                                    |
| 3          | GREEN GREENS                  | 遊戲《星之卡比系列》關卡背景音乐（歌詞為二次創作）                                                            |
| 4-1        | Here we go!                   | 遊戲《超級瑪利歐》背景音乐（歌詞為二次創作）                                                                  |
| 4-2(3)     | GREEN GREENS                  | 遊戲《星之卡比系列》關卡背景音乐（歌詞為二次創作）                                                            |
| 5-1        | SMILES&TEARS                  | 遊戲《MOTHER2》片尾曲                                                                                         |
| 5-2【6】   | Eight Melodies                | 遊戲《MOTHER》主旋律                                                                                          |
| 5-3【7】   |                               | 遊戲《MOTHER3》主旋律                                                                                         |
| 8          | CANDY POP                     | J-POP (Heartsdales) NICONICO上有名的《涼宮春日的憂鬱》之MAD使用曲                                             |
| 9-1        | GO MY WAY!!                   | 遊戲《偶像大师》插入曲                                                                                        |
| 9-2(5)     | SMILES&TEARS                  | 遊戲《MOTHER2》片尾曲                                                                                         |
| 10-1       | もってけ!セーラーふく         | 動畫《幸運☆星》片頭曲                                                                                         |
| 10-2【11】 | God knows...                  | 動畫《涼宮春日的憂鬱》插入歌                                                                                  |
| 12         |                               | 遊戲《偶像大师》插入歌                                                                                        |
| 13         |                               | 動畫《涼宮春日的憂鬱》片尾曲                                                                                  |
| 14-1       |                               | 動畫《絕望先生》片頭曲                                                                                        |
| 14-2(13)   |                               | 動畫《涼宮春日的憂鬱》片尾曲                                                                                  |
| 15         | PRIDE                         | 《總合格鬥技PRIDE》主題曲 在NICONICO動畫上是以『SUMOU』稱呼的MAD使用曲聞名，此MAD最初其實是YouTube的投稿動畫  |
| 16         |                               | ザ・ドリフターズ オチ背景音乐 ニコニコ動画では、『イチローのレーザービームで人類滅亡』と呼ばれるMADの背景音乐 |
| 17         |                               | 特攝《蜘蛛人》片頭曲                                                                                          |
| 18         | Ievan Polkka                  | 波蘭民謠（初音未来《甩葱歌》）                                                                                |
| 19         |                               | 游戏《巫女みこナース》主题曲                                                                                  |
| 20         |                               | 動畫《地上最強新娘》片頭曲                                                                                    |
| 21         |                               | IOSYS編曲，是遊戲《東方花映塚》背景音乐《お宇佐さまの素い幡》的改編版                                         |
| 22-1       |                               | 遊戲《》的片頭曲                                                                                              |
| 22-2【23】 |                               | IOSYS同人專輯《東方月燈籠》，遊戲《東方永夜抄》背景音樂《》的編曲）                                           |
| 24-1       | Help me, ERINNNNNN!!          | 同人專輯《》，遊戲《東方永夜抄》背景音樂《竹取飛翔 ～ Lunatic Princess》的編曲                                |
| 24-2【25】 |                               | 動畫《涼宮春日的憂鬱》古泉一樹角色曲                                                                          |
| 26-1       |                               | J-POP（大塚愛）NICONICO動畫上有名的《Fate/stay night》之MAD使用曲                                             |
| 26-2【27】 |                               | 動畫《涼宮春日的憂鬱》第0話（放映第1話）片頭曲                                                                |
| 26-3       |                               | 游戏《最终幻想》背景音乐（歌詞是NICONICO動畫上的二次創作）                                                    |
| 28         |                               | 游戏《最终幻想》背景音乐（歌詞是NICONICO動畫上的二次創作）                                                    |
| 29         |                               | 音樂劇《網球王子》劇中歌                                                                                      |
| 30         |                               | Web音樂素材(NICONICO動畫上以「貓鍋」聞名的影片背景音乐，亦为游戏《いりす症候群！》背景音乐之一)               |
| 31         |                               | 動畫《暮蟬悲鳴時解 》片尾曲                                                                                   |
| 32         |                               | 動畫《暮蟬悲鳴時解》片頭曲                                                                                    |
| 33         |                               | NHK《みんなのうた》2004年10 - 11月放送曲                                                                      |
| 33-1       | GOLD RUSH                     | 遊戲《beatmania IIDX14 GOLD》收錄曲                                                                           |
| 34         | GOLD RUSH                     | 遊戲《beatmania IIDX14 GOLD》收錄曲                                                                           |
| 35         |                               | 動畫《王牌投手 振臂高揮》片頭曲                                                                               |
| 36         | 殘酷天使的行動綱領            | 動畫《新世紀福音戰士》片頭曲                                                                                  |
| 37-1       |                               | 遊戲《東方紅魔鄉》背景音乐                                                                                    |
| 37-2(36)   | 魂のルフラン                  | 劇場版動畫《新世紀福音戰士劇場版：死與新生》主題曲                                                            |
| 38         |                               | 遊戲《東方妖妖夢》背景音乐                                                                                    |
| 39         | 情熱大陸                      | 每日放送《情熱大陸》主題音樂                                                                                  |
| 40         | Princess Bride!               | 游戏《公主新娘》主题曲                                                                                        |
| 41         | Love Cheat!                   | 游戏《いただきじゃんがりあんR》主题曲                                                                         |
| 42         | Butter-Fly                    | 動畫《數碼寶貝大冒險》片頭曲                                                                                  |
| 43         |                               | 動畫《武裝鍊金》片頭曲                                                                                        |
| 44         | SKILL                         | 遊戲《第2次超級機器人大戰α》片頭曲                                                                            |
| 45         |                               | 動畫《创圣的大天使》片頭曲                                                                                    |
| 46         |                               | 遊戲《语言解谜文字拼词》主題曲                                                                                |
| 47         |                               | Silver Forest將《》、《》組合起來的改編曲                                                                     |
| 48         | true my heart                 | 遊戲《Nursery Rhyme》片頭曲                                                                                   |
| 49         | relations                     | 遊戲《偶像大师》插入曲                                                                                        |
| 50         |                               | 動畫《地球防衛少年》片頭曲                                                                                    |
| 51         | 鸟之诗                        | 遊戲《AIR》主題曲                                                                                             |
| 52-1       | you                           | 遊戲《暮蟬悲鳴時 目明篇》片尾曲                                                                               |
| 52-2(50)   |                               | 動畫《地球防衛少年》片頭曲                                                                                    |
| 53         |                               | IOSYS同人專輯《東方乙女囃子》，遊戲《東方妖妖夢》背景音樂「」的重新編曲                                       |
| 53-2(51)   | you                           | 遊戲《暮蟬悲鳴時 目明篇》片尾曲                                                                               |
| 54-1       |                               | 遊戲《洛克人2 威利博士之谜》背景音乐「Dr.WILY STAGE 1」（歌詞為二次創作「」）                                 |
| 54-2(53)   |                               | IOSYS同人專輯《東方乙女囃子》，遊戲《東方妖妖夢》背景音樂「」的重新編曲                                       |
| 55         |                               | 音樂劇《網球王子》插入曲                                                                                      |
| 56         |                               | 遊戲《新・豪血寺一族 -煩惱解放-》插入歌                                                                       |
| ED1-1(54)  | ロックマン2 ワイリーステージ1 | 遊戲《洛克人2 威利博士之谜》背景音乐「Dr.WILY STAGE 1」（歌詞為二次創作「」）                                 |
| ED1-2(48)  | true my heart                 | 遊戲《Nursery Rhyme》片頭曲                                                                                   |
| ED2-1(53)  |                               | IOSYS同人專輯《東方乙女囃子》，遊戲《東方妖妖夢》背景音樂《》的重新編曲                                       |
| ED2-2(22)  |                               | 遊戲《》主题曲                                                                                                |
| ED3-1(56)  |                               | 遊戲《新・豪血寺一族 -煩惱解放-》插入歌                                                                       |
| ED3-2(4)   | Here we go!                   | 遊戲《超級瑪利歐》背景音乐（歌詞為二次創作）                                                                  |
| ED4-1(55)  |                               | 音樂劇《網球王子》挿入歌                                                                                      |
| ED4-2(10)  | もってけ!セーラーふく         | 動畫《幸運☆星》片頭曲                                                                                         |
| ED5(56)    |                               | 遊戲《新・豪血寺一族 -煩惱解放-》插入歌                                                                       |

### NICONICO動畫流星群
| 順序     | 歌曲名稱                            | 出處                                                                                        |
| 0        |                                     | NICONICO動畫使用的報時音樂。                                                                |
| 1        | STAR RISE                           | 動畫《竹刀少女》片尾曲                                                                      |
| 2        |                                     | 動畫《幸運☆星》柊司的角色歌曲                                                               |
| 3-1      |                                     | 動畫《萌少女的戀愛時光》的片尾曲                                                            |
| 3-2(4)   | caramelldansen                      | Caramell樂團的樂曲                                                                          |
| 5        |                                     | 遊戲《星之卡比：超級之星》的背景音乐《》                                                    |
| 6        | nowhere                             | 動畫《异域天使》插入曲                                                                      |
| 7        |                                     | 遊戲《猎豹人2》背景音乐                                                                     |
| 8        | Ievan Polkka                        | 芬蘭民謠（初音未来《甩葱歌》）                                                              |
| 9        |                                     | 動畫《偶像宣言》片頭曲                                                                      |
| 10       | 男女                                | 歌手太郎的樂曲                                                                              |
| 11       |                                     | 芭蕾舞劇《羅密歐與茱麗葉》第二場‧第十三首                                                   |
| 12       | I'm lovin' it                       | 日本麥當勞的廣告歌曲                                                                        |
| 13       |                                     | 動畫《神劍闖江湖》背景音乐                                                                  |
| 14       |                                     | 《》的續作                                                                                  |
| 15       |                                     | 遊戲《Muv-Luv Alternative》導入主題曲                                                       |
| 16       |                                     | せら的原創歌曲（遊戲《洛克人2 威利博士之謎》主題背景音乐的二次創作）                        |
| 17       |                                     | ryo使用《VOCALOID2 初音未來》製作的原創歌曲                                                 |
| 18       |                                     | 動畫《CLANNAD》片尾曲                                                                       |
| 19       |                                     | 遊戲《時空之輪》背景音乐                                                                    |
| 20       |                                     | 動畫《涼宮春日的憂鬱》長門有希角色歌曲                                                      |
| 21       | you                                 | 遊戲《暮蟬悲鳴時解 目明編》片尾曲                                                           |
| 22       |                                     | IOSYS的同人遊戲《東方妖妖夢》背景音乐《》的二次創作版本                                     |
| 23       |                                     | 遊戲《東方紅魔鄉》背景音乐                                                                  |
| 24       |                                     | IOSYS所製作，在東方Project遊戲系列中多次使用的背景音乐之重新編曲版                          |
| 25       | [ 3 ]                               | 遊戲《洛克人2 威利博士之謎》背景音乐《Dr.WILY STAGE 1》（歌詞是二次創作「」）               |
| 26-1     | (åh) När ni tar saken i egna händer | AfterDark的歌曲                                                                             |
| 26-2(27) |                                     | 動畫《涼宮春日的憂鬱》片尾曲                                                                |
| 28-1     | God knows...                        | 動畫《涼宮春日的憂鬱》插曲                                                                  |
| 28-2(29) | JOINT                               | 動畫《灼眼的夏娜II》片頭曲                                                                  |
| 30-1     |                                     | 動畫《Code Geass 反叛的魯路修》第二片頭曲                                                   |
| 30-2(31) |                                     | Saka-ROW組的原創歌曲                                                                        |
| 32       |                                     | Perfume的歌曲                                                                               |
| 33       |                                     | IOSYS製作的遊戲《東方永夜抄》背景音乐《》重新編曲版                                         |
| 34-1     | Help me, ERINNNNNN!!                | 製作的《東方永夜抄》背景音乐《竹取飛翔 〜 Lunatic Princess》重新編曲版                      |
| 34-2(35) |                                     | 遊戲《東方永夜抄》背景音乐                                                                  |
| 36       | Little Busters!                     | 遊戲《Little Busters!》片頭曲                                                               |
| 37       | 1000%SPARKING!                      | 動畫《涅吉！？(魔法老師第二季)》片頭曲                                                      |
| 37-2(38) |                                     | 音樂劇《網球王子》劇中歌                                                                    |
| 37-3(39) |                                     | 音樂劇《網球王子》劇中歌                                                                    |
| 40       |                                     | 遊戲《偶像大师》挿入歌                                                                      |
| 41       |                                     | 遊戲《東方風神錄》背景音乐                                                                  |
| 42-1     | true my heart                       | 遊戲《》主题曲                                                                              |
| 42-2(43) |                                     | Silver Forest將遊戲《東方風神錄》的背景音乐《》之重新編曲版，收錄於同人專輯《東方蒼天歌》。 |
| 44       | YATTA!                              | 隊的歌曲（電視節目『』）                                                                    |
| 45       |                                     | ika使用《VOCALOID2 初音未來》製作的原創歌曲                                                 |
| 46       |                                     | 遊戲《》插曲                                                                                |
| ED1-0    |                                     | 遊戲《》插曲                                                                                |
| ED1-1    |                                     | IOSYS的同人遊戲《東方妖妖夢》背景音乐《》的二次創作版                                       |
| ED1-2    | [ 3 ]                               | 遊戲《洛克人2 威利博士之謎》背景音乐《Dr.WILY STAGE 1》                                     |
| ED1-3    |                                     | 動畫《涼宮春日的憂鬱》片尾曲                                                                |
| ED1-4    |                                     | 動畫《幸運☆星》柊司的角色歌曲                                                               |
| ED1-5    |                                     | ika使用《VOCALOID2 初音未來》製作的原創歌曲                                                 |
| ED1-6    |                                     | 遊戲《星之卡比：超級之星》的背景音乐《》                                                    |
| ED1-7    |                                     | 遊戲《東方紅魔鄉》背景音乐                                                                  |
| ED1-8    |                                     | Silver Forest將遊戲《東方風神錄》的背景音乐《》之重新編曲版。                               |
| ED2-1    |                                     | ika使用《VOCALOID2 初音未來》製作的原創歌曲                                                 |
| ED2-2    |                                     | 遊戲《》插曲                                                                                |
| 47       | G弦上的詠嘆調                       | 巴哈的管絃樂組曲第三首                                                                      |

### 七色之NICONICO動畫
| 順序       | 歌曲名稱                                           | 出處 |
| 1          | ブラック★ロックシューター                          | supercell使用《VOCALOID2 初音未來》製作的原創歌曲                                                                                          |
| 2          | Heavenly Star                                      | 元気ロケッツ |
| 3          | Do-Dai                                             | 遊戲《偶像大師》歌曲 |
| 4-1        | みｗなｗぎｗっｗてｗきｗたｗｗｗ（篠笛禁断症状L5） | しましまP的原創歌曲 |
| 4-2【5】   | Under My Skin                                      | Paffendorf feat. Leyla de Vaar的曲子 |
| 6-1        | ナイト・オブ・ナイツ                               | 由ビートまりお重新编配的，由「十六夜咲夜」BGM，『東方紅魔鄉』的「月時計 〜 ルナ·ダイアル」與『東方花映塚』BGM「フラワリングナイト」的Remix |
| 6-2【7】   | ダンシング☆サムライ                                | カニミソP使用《VOCALOID2 GACKPOID》製作的原創歌曲                                                                                          |
| 8          | サンドキャニオン                                   | 遊戲《星之卡比3》BGM |
| 9          | スカイハイ                                         | 遊戲《星之卡比SDX》BGM |
| 10         | ポップスター                                       | 遊戲《星之卡比64》BGM |
| 11         | Got The Groove                                     | SM-Trax |
| 12         | 亡き王女の為のセプテット                           | 《東方紅魔鄉》「蕾米莉亞·斯卡雷特」的BGM                                                                                                   |
| 13         | Bad Apple!!                                        | 同人歌唱團體「Alstroemeria Recordsz」翻唱的「Bad Apple!!」，原曲為『東方幻想郷』BGM                                                        |
| 14         | 俺要去東京                                         | 吉幾三 |
| 15         | RAINBOW GIRL                                       | 来自2ちゃんねる掲示板ニュース速報(VIP)板的讨论串「作曲できる奴ちょっとこい」(能作曲的家伙赶紧进来)                                         |
| 16         | Starry Sky                                         | capsule |
| 17         | Hello Windows                                      | ヒゲドライバー的原创歌曲（由Windows XP的效果音编配而成）                                                                                   |
| 18         | 最強パレパレード                                   | 广播剧『涼宮ハルヒの憂鬱 SOS団ラジオ支部』片头曲                                                                                           |
| 19         | 空                                                 | CD『THE IDOLM@STER MASTER ARTIST FINALE』收錄曲目                                                                                          |
| 20         | celluloid                                          | baker使用《VOCALOID2 初音未來》製作的原創歌曲                                                                                              |
| 21         | 初音ミクの消失                                     | cosMo(暴走P)使用《VOCALOID2 初音未來》製作的原創歌曲                                                                                       |
| 22         | ライオン                                           | 動畫「超時空要塞 Frontier」主題曲 |
| 23         | 星間飛行                                           | 動畫「超時空要塞 Frontier」插曲 |
| 24         | ニホンノミカタ -ネバダカラキマシタ                 | 矢島美容室 |
| 25         | promise                                            | 広瀬香美 |
| 26         | 魂のルフラン                                       | 劇場版動畫《新世紀福音戰士劇場版：死與新生》主題曲                                                                                         |
| 27         | ワールドイズマイン                                 | supercell使用《VOCALOID2 初音未來》製作的原創歌曲                                                                                          |
| 28         | おてんば恋娘                                       | 《東方紅魔鄉》「琪露諾」的BGM |
| 29-1       | TOWN                                               | 遊戲《偶像大師》背景音樂 |
| 29-2【30】 | ぽっぴっぽー                                       | ラマーズP使用《VOCALOID2 初音未來》製作的原創歌曲                                                                                          |
| 31         | 溝ノ口太陽族                                       | 動畫『天體戰士』主題曲 |
| 32         | 崖の上のポニョ                                     | 劇場版動畫『崖上的波兒』主題曲 |
| 33         | 伯方の塩                                           | 伯方塩業TVCM『伯方の塩』サウンドロゴ /?高城靖雄                                                                                            |
| 34         | smooooch・∀・                                      | ゲーム『beatmaniaIIDX 16 EMPRESS』收錄曲目                                                                                                 |
| 35         | ダブルラリアット                                   | アゴアニキP使用《VOCALOID2 巡音流香/歌》製作的原創歌曲                                                                                     |
| 36         | ってゐ! ～えいえんてゐver～                        | 由秀三(石鹸屋)重新编配的、『東方永夜抄』BGM「シンデレラケージ 〜 Kagome-Kagome」的Remix                                                    |
| 37         | 炉心融解                                           | iroha（sasaki）使用《VOCALOID2 鏡音鈴、連》製作的原創歌曲                                                                                  |
| 38         | おジャ魔女カーニバル!!                             | 動畫『小魔女Doremi』主題曲 |
| 39         | 青く燃える炎                                       | 音乐剧『网球王子』插入歌曲 |
| 40         | ザ・レギュラー                                     | 音乐剧『网球王子』插入歌曲 |
| 41         | ハンマー状態                                       | 游戏『Donkey kong』BGM |
| 42         | RED ZONE                                           | 游戏『beatmaniaIIDX 11 IIDXRED』收錄曲目                                                                                                   |
| ED1        | 粉雪                                               | J-POP （レミオロメン） |
| ED2        | Endless Rain                                       | ENDLESS RAIN （X JAPAN） |
| ED3        | アンインストール                                   | 动画片『地球防卫少年』片头曲 |
| ED4        | true my heart                                      | 游戏『Nursery Rhyme』片头曲 |
| ED5        | レッツゴー! 陰陽師                                 | 遊戲《新・豪血寺一族 -煩惱解放-》插曲 |
| ED6        | 魔理沙は大変なものを盗んでいきました               | IOSYS的同人遊戲《東方妖妖夢》背景音乐《》的二次創作版本                                                                                    |
| ED7        | ふたりのもじぴったん                               | 游戏『ことばのパズル もじぴったん』主题曲                                                                                                  |
| ED8        | SKILL                                              | 游戏『第2次超級機器人大戰α』片头曲 |
| ED9        | ロックマン2 ワイリーステージ1                      | 遊戲《洛克人2 威利博士之謎》背景音乐《Dr.WILY STAGE 1》（歌詞是二次創作「」）                                                              |
| ED10       | つるぺったん                                       | 由Silver Forest重新编配的「竹取飛翔」「Let's Go！陰陽師」「ふたりのもじぴったん」的Remix                                                   |
| ED11       | ハレ晴レユカイ                                     | 動畫『涼宮春日的憂鬱』片尾曲 |
| ED12       | ガチャガチャきゅ?と・ふぃぎゅ@メイト               | 游戏『ふぃぎゅ@メイト』片头曲 |
| ED13       | エージェント夜を往く                               | 遊戲《偶像大師》插曲 |
| ED14       | あいつこそがテニスの王子様                         | 音乐剧『网球王子』插入歌曲 |
| ED15       | you                                                | 遊戲『暮蟬鳴泣時解 目明編』片尾曲 |
| ED16       | もってけ!セーラーふく                              | 动画片『幸运☆星』片头曲 |
| ED17       | Help me, ERINNNNNN!!                               | 製作的《東方永夜抄》背景音乐《竹取飛翔 〜 Lunatic Princess》重新編曲版                                                                     |
| ED18       | GO MY WAY!!                                        | 遊戲《偶像大師》歌曲 |
| ED19       | エアーマンが倒せない                               | せら的原创歌曲（以游戏『洛克人2 威利博士之謎』为主题的二次創作）                                                                           |
| ED20       | メルト                                             | supercell使用《VOCALOID2 初音未來》製作的原創歌曲                                                                                          |
| ED21       | Little Busters!                                    | 遊戲『Little Busters!』主題曲 |
| ED22       | God knows...                                       | 動畫『涼宮春日的憂鬱』插曲 |
| ED23       | チーターマン2 BGM                                  | 游戏『CHEETAHMEN 2』 BGM |
| ED24       | 創聖のアクエリオン                                 | 動畫《創聖的大天使》主題曲 |
| ED25       | みくみくにしてあげる♪【してやんよ】                | ika使用《VOCALOID2 初音未來》製作的原創歌曲                                                                                                |
| ED26       | caramelldansen                                     | Caramell |
| ED27       | U.N.オーエンは彼女なのか?                          | 『東方紅魔鄉』「芙蘭朵露·斯卡雷特」的BGM                                                                                                   |
| ED28       | 真赤な誓い                                         | 動畫『武裝鍊金』主題曲 |
| 43         | Don't say "lazy"                                   | 動畫『K-ON！輕音部』片尾曲 |
| *          | 時報                                               | NICONICO動畫使用的報時音樂。 |
| 44         | Reach Out To The Truth                             | 游戏『Persona 4』BGM |

最后的部分（ED1～ED28）称作「HEROES」，皆為前四作使用過的曲子。

### 超組曲《NICONICO動畫》
| 曲目 | 樂曲名稱                             | 出處 |
| 1    | ブラック★ロックシューター            | supercell使用《VOCALOID2 初音未來》製作的原創歌曲                                                          |
| 2    | Heavenly Star                        | 元気ロケッツ單曲                                                                                           |
| 3    | STAR RISE                            | 動畫《竹刀少女》片尾曲                                                                                     |
| 4    | caramelldansen                       | Caramell樂曲                                                                                               |
| 5    | nowhere                              | 動畫《异域天使》插入歌                                                                                     |
| 6    | Ievan Polkka                         | 芬蘭民謠（初音未来《甩葱歌》）                                                                             |
| 7    | Bad Apple!!                          | 『東方幻想郷』BGM                                                                                          |
| 8    | 俺要去東京                           | 歌手吉幾三第10首單曲                                                                                       |
| 9    | 男女                                 | 歌手太郎的樂曲                                                                                             |
| 10   | 真赤な誓い                           | 動畫『武裝鍊金』主題曲                                                                                     |
| 11   | エアーマンが倒せない                 | 《洛克人2》背景音樂的二次創作樂曲                                                                          |
| 12   | メルト                               | 初音未来樂曲                                                                                               |
| 13   | 創聖のアクエリオン                   | 動畫《創聖的大天使》主題曲                                                                                 |
| 15   | 炉心融解                             | 《VOCALOID2 鏡音鈴、連》樂曲                                                                               |
| 16   | U.N.オーエンは彼女なのか?            | 『東方紅魔鄉』「芙蘭朵露·斯卡雷特」的BGM                                                                   |
| 17   | 魂のルフラン                         | 劇場版動畫《新世紀福音戰士劇場版：死與新生》主題曲                                                         |
| 18   | Promise                              | 歌手『広瀬香美』第11首單曲                                                                                 |
| 19   | アンインストール                     | 動畫《地球防衛少年》片頭曲                                                                                 |
| 20   | you                                  | 遊戲『暮蟬鳴泣時解 目明編』片尾曲                                                                          |
| 21   | 魔理沙は大変なものを盗んでいきました | IOSYS的同人遊戲《東方妖妖夢》背景音乐《》的二次創作版本                                                    |
| 22   | 星間飛行                             | 動畫「超時空要塞 Frontier」插曲                                                                            |
| 23   | 洛克人2 ワイリーステージ1            | 遊戲《洛克人2》背景音樂「Dr.WILY STAGE 1」的重新編曲，在NICONICO上的正式名稱即為此名。（二次創作歌詞「」） |
| 24   | God knows...                         | 動畫《涼宮春日的憂鬱》插曲                                                                                 |
| 25   | ハレ晴レユカイ                       | 動畫《涼宮春日的憂鬱》片尾曲                                                                               |
| 26   | みくみくにしてあげる♪                | 《VOCALOID2 初音未來》歌曲                                                                                 |
| 27   | レッツゴー! 陰陽師                   | 遊戲《》插曲                                                                                               |

## 其他
2007年12月26日由Lantis發售的動畫《幸運☆星》混音曲集其中一首是為了向組曲《NICONICO動畫》致敬而創作。2008年3月5日，同公司再出版同類型歌曲CD「Lantis組曲」。

## 外部連結
- 組曲《NICONICO動畫》 （页面存档备份，存于） - NICONICO動畫（需要註冊帳號）
- 組曲《NICONICO動畫》、台灣人大合唱（PTT） （页面存档备份，存于） - NICONICO動畫（需要註冊帳號）
- 中央大學歌謠祭「組曲《NICONICO動畫》」 （页面存档备份，存于） - NICONICO動畫（需要註冊帳號）
- NICONICO動畫『裏組曲』(衍生作品之一) （页面存档备份，存于） - NICONICO動畫（需要註冊帳號）
- ニコニコ組曲　原曲ver （页面存档备份，存于）-組曲《NICONICO動畫》(YouTube)